# هوشنگ منتظرالظهور
هوشنگ منتظرالظهور (۳۱ اردیبهشت ۱۳۳۰ – ۱۱ مهر ۱۳۶۰) عضو تیم ملی کشتی فرنگی ایران بود. وی در بازی‌های المپیک تابستانی ۱۹۷۶ از اعضای تیم ملی کشتی فرنگی ایران بود. او در ۲۲ مرداد ۱۳۶۰ قهرمان کشور در وزن ۹۰ کیلوگرم شد، ولی ۲ روز بعد توسط پاسداران در اصفهان دستگیر و در ۱۱ مهر ۱۳۶۰ به جرم هواداری از سازمان مجاهدین خلق اعدام شد.

## زندگی شخصی
هوشنگ منتظرالظهور در سال ۱۳۳۰ در تهران به دنیا آمد. وی اصلیتی اصفهانی داشت. به‌همراه خانواده و پدرش که در شهرداری تهران به باغبانی و کارگری مشغول بود، زندگی می‌کرد. در سال ۱۳۴۹ بعد از بازنشسته شدن پدرش به‌همراه خانواده به اصفهان رفت. بعد از پایان تحصیلات متوسطه و اخذ مدرک دیپلم در رشته طبیعی در اصفهان، در رشته زبان آلمانی دانشگاه تهران قبول شد. هوشنگ به‌دلیل مشکلات مالی روزها تحصیل و شب‌ها برای تأمین مخارج به تاکسی‌رانی مشغول بود. او در ادامه به دلیل مشکلات مالی تحصیل خود در دانشگاه تهران را ناتمام گذاشت و به اصفهان بازگشت و در اصفهان در رشتهٔ تاریخ و علوم تربیتی دانشگاه اصفهان به تحصیلات دانشگاهی خود ادامه داد.

## فعالیت‌های ورزشی
همزمان با ادامه تحصیل، در رشتهٔ کشتی فرنگی در وزن ۸۲ کیلوگرم به مقام قهرمانی ایران رسید و همراه تیم ملی ایران راهی المپیک ۱۹۷۶ مونترال شد و سال بعد در مسابقات قهرمانی دانشجویان جهان در صوفیه، بلغارستان شرکت کرد. بعد از انقلاب ۱۳۵۷ به‌عنوان سرمربی کشتی در دانشگاه اصفهان به فعالیت پرداخت و به دلیل محبوبیتی که داشت بعد از مدت کوتاهی به‌عنوان مدیرکل تربیت بدنی دانشگاه اصفهان انتخاب شد. منتظرالظهور در ۲۲ مرداد ۱۳۶۰ در مسابقات کشوری که در یزد برگزار می‌شد، در وزن ۹۰ کیلوگرم شرکت کرد و به مقام قهرمانی ایران رسید. با این پیروزی وی برای شرکت در مسابقات قهرمانی کشتی فرنگی جهان در اسلو، نروژ خود را آماده می‌کرد اما به علت بازداشت توسط نیروهای پاسداران نتوانست در این رقابت‌ها شرکت کند.

## بازداشت و اعدام

### بازداشت
دو روز پس از کسب مقام قهرمانی ایران، به‌دلیل فعالیت‌های سیاسی، در نیمه شب ۲۴ مرداد ۱۳۶۰ پاسداران با حمله به خانهٔ منتظرالظهور وی را دستگیر کرده و به زندان سپاه اصفهان بردند و به مدت نزدیک ۵۰ روز زیر شکنجه قرار داشت.

### محاکمه
اتهامی که او با آن در دادگاه مواجه بود، افساد فی الارض و ارتباط با سازمان مجاهدین خلق بود.

### اعدام
هوشنگ منتظرالظهور در ۱۱ مهر ۱۳۶۰ به همراه تعداد دیگری از زندانیان در زندان اصفهان اعدام شدند. خبر اعدام ۳۰ زندانی همراه با اسامی آن‌ها از جمله هوشنگ منتظرالظهور (شماره ۱) در اطلاعیه دفتر روابط عمومی دادستانی انقلاب اسلامی کل که در روزنامه‌های کیهان، اطلاعات و جمهوری اسلامی تاریخ ۱۲ مهر ماه ۱۳۶۰ به چاپ رسید، درج شده بود. او به جوخه اعدام سپرده و گلوله‌باران شد.

### واکنش‌ها
بعدها، سازمان مجاهدین خلق او را شهید خطاب کرد و از فعالیت های او تمجید کرد.